# Apanteles angaleti
Apanteles angaleti är en stekelart som beskrevs av Muesebeck 1956. Apanteles angaleti ingår i släktet Apanteles och familjen bracksteklar. Inga underarter finns listade i Catalogue of Life.